# 菲蘇尼
49°42′5″N 34°50′8″E / 49.70139°N 34.83556°E
菲蘇尼（烏克蘭語：Фисуни），是烏克蘭的村落，位於該國中部波爾塔瓦州，由波爾塔瓦區負責管轄，處於斯溫基夫卡河右岸，距離彼得拉希夫卡0.5公里，海拔高度115米，2001年人口13。